# 세르지우 한카
세르지우 커털린 한카 (Sergiu Cătălin Hanca, 1992년 4월 4일 ~ )는 루마니아의 축구 선수로 현재 리가 I의 CS 우니베르시타테아 크라이오바 소속으로 뛰고 있는 축구 선수이다.
포지션은 주로 오른쪽 윙어로 나오며 때에 따라서 라이트백으로 출전하기도 한다.

## 클럽 경력
ASA 트르구무레슈 유스 출신으로 루마니아 리그 2부인 리가 II 소속이었던 AS 보인사 스나고브에서 2009년 프로 데뷔를 하였다. 비호르 오라데아에서의 짧은 시간을 보내기 전까지 38경기에 출전하여 1득점을 기록하였다.

### ASA 트르구 무레슈
고향의 클럽인 ASA 트르구무레슈에 돌아와 활약을 하였다. 이때까지 중앙 미드필더와 풀백을 왔다갔다 하며 활약했었고 우측 미드필더 자리에도 간간히 출장하였다. 15/16 시즌까지는 우측 풀백으로 뛴 경기가 더 많았다. 첫 시즌 22경기에 출전하여 2골을 득점하였다. 2013-14 시즌에는 클럽과 함께 1부리그인 리가 I로 승격하는 기쁨도 맛보았다. 2015년에는 루마니아 리그 슈퍼컵인 수페르코파 로므니에이 결승전에서 스테아우아 부쿠레슈티를 꺾고 우승하였다. 2015년 8월에는 유럽 대항전 경기인 AS 생테티엔과의 원정 경기에 커리어 사상 첫 출전하였다. 한카는 60분에 교체되었다. 팀은 2:1로 승리하였다. 클럽은 총합 스코어 2:4로 유로파리그 플레이오프 라운드에 올라가지 못했다.

### 디나모 부쿠레슈티
2016년 1월에 디나모 부쿠레슈티로 3년 반 계약에 동의하며 이적하였다. 2016년 5월에 열린 루마니아 컵대회 코파 로므니에이(Cupa României) 결승전에 올라 CFR 클루지를 상대로 승부차기까지 갔으나 패배하여 준우승하였다. 2016-17시즌부터는 본격적으로 오른쪽 윙어로 출전하기 시작하여 팀의 핵심 멤버로 자리잡았다. 특히나 챔피언십 플레이오프에서 뛰어난 활약으로 디나모 부쿠레슈티가 리가 I 3위를 하는데 큰 공헌을 하였다. 2017년 5월 20일 2017년 루마니아 리그컵 (Cupa Ligii) 결승전에서 ACS 폴리 티미쇼아라를 2:0으로 꺾고 우승하였다.

## 국가대표팀 경력
2017년 3월 2018년 월드컵 유럽 예선 덴마크와의 경기에 크리스토프 다움 감독에게 소집되었으나 출전하지는 못하였다. 데뷔는 6월 10일에 열린 폴란드와의 3:1로 패배한 경기에서 하였고 교체 출장하였다. 6월 14일에 열린 칠레와의 친선경기에서는 전반 오른쪽 윙어, 후반 라이트백으로 풀 타임을 소화하였다. 이 경기에서 공격적으로 인상적인 모습을 보여주었다.

## 플레이스타일
발기술이 좋고 측면 수비수 출신답게 수비력도 준수하다. 드리블 돌파가 일품이며 측면에서 중앙으로 치고 들어오는 것과 측면에서 넓게 벌려주는 조절을 잘 해낸다.

## 수상

### 클럽

#### ASA 트르구무레슈
- 루마니아 슈퍼컵 (Supercupa României) 우승 1회 (2015)

#### 디나모 부쿠레슈티
- 루마니아 컵 (Cupa României) 준우승 1회 (2015-16)
- 루마니아 리그컵 (Cupa Ligii) 우승 1회 (2016-17)

### 개인
- 리가 I 이달의 선수상 : 2017년 4월